# Gustavo César Veloso
Gustavo César Veloso (* 29. Januar 1980 in Villagarcía de Arosa) ist ein spanischer Sportdirektor und ehemaliger Radrennfahrer.

## Sportliche Laufbahn
Gustavo César Veloso begann seine Karriere 2001 bei dem portugiesischen Team Carvalhelhos-Boavista. Er fuhr dort drei Jahre lang, bevor er zu Relax-Fuenlabrada wechselte. Ab 2005 fuhr er für das spanische Professional Continental Team Kaiku. Bei der Vuelta a Castilla y León 2006 wurde er Siebter im Gesamtklassement. Im selben Jahr gewann er eine Etappe der Portugal-Rundfahrt. 2007 wechselte César Veloso zu Karpin / Xacobeo Galicia. Im Jahr 2009 gewann er als Ausreißer die 9. Etappe der Vuelta. Nachdem sein Vertrag 2010 bei Xacobeo Galicia ausgelaufen war, blieb er ein Jahr ohne Team, bevor er bei Andalucía unterschrieb. Nachdem César Veloso 2013 eine Etappe der Portugal-Rundfahrt gewonnen und das Renn auf dem zweiten Platz abschloss, erwirkte er noch Platz zwei bei der Tour do Rio. 2014 gewann die Gesamtwertung der Portugal-Rundfahrt und beendete die Tour do Rio erneut auf Platz 2. 2015 war er bei der Portugal-Rundfahrt und der Tour do Rio erfolgreich. er die gelang es ihm in den beiden folgenden Jahren jeweils die Gesamtwertung dieses Etappenrennens für sich zu entscheiden. 2016 gewann er drei Etappen sowie die Punktewertung der Portugal-Rundfahrt. 2017 gewann er erneut zwei Etappen, verlor aber auf der neunten Etappe viel Zeit auf den Tagessieger und büßte somit einen besseren Gesamtrang ein. 2018 erreichte er sechsten Plätze bei der Klasika Primavera de Amorebieta und der Classica Aldeias do Xisto. 2019 erwirkte er einen Etappensieg und Platz 5 bei GP Internacional Torres Vedras sowie Platz 3 bei der Portugal-Rundfahrt. 2020 gelang ihm neben dem zweiten Platz bei der Portugal-Rundfahrt noch ein Etappensieg und Platz 4 bei der GP Internacional Torres Vedras. 2021 wechselt er in das Team Atum general/Tavira/Maria Nova Hotel ohne nennenswerte Ergebnisse zu erzielen. Ende der Saison beendete er seine sportliche Karriere als Radprofi.
Ab 2022 begann er seine Tätigkeit als Sportdirektor beim Team Tavfer-Mortágua-Ovos Matinados.

## Erfolge
2006
- eine Etappe Portugal-Rundfahrt

2008
- Gesamtwertung Katalonien-Rundfahrt

2009
- eine Etappe Spanien-Rundfahrt

2013
- eine Etappe Portugal-Rundfahrt

2014
- Gesamtwertung und eine Etappe Portugal-Rundfahrt

2015
- Gesamtwertung und zwei Etappen Portugal-Rundfahrt
- eine Etappe und Gesamtwertung Tour do Rio

2016
- eine Etappe Grande Prémio Internacional de Torres Vedras
- drei Etappen und Punktewertung Portugal-Rundfahrt

2017
- zwei Etappen Portugal-Rundfahrt

2018
- eine Etappe Volta ao Alentejo

2019
- Prolog Grande Prémio Internacional de Torres Vedras

2020
- zwei Etappen Portugal-Rundfahrt

## Grand-Tour-Platzierungen
| Grand Tour            | 2007 | 2008 | 2009 | 2010 | 2011 | 2012 |
| --------------------- | ---- | ---- | ---- | ---- | ---- | ---- |
| Giro d’ItaliaGiro     | –    | –    | 145  | –    | –    | –    |
| Tour de FranceTour    | –    | –    | –    | –    | –    | –    |
| Vuelta a EspañaVuelta | 121  | 29   | 41   | 45   | –    | 114  |